# Châsse d'Ambazac

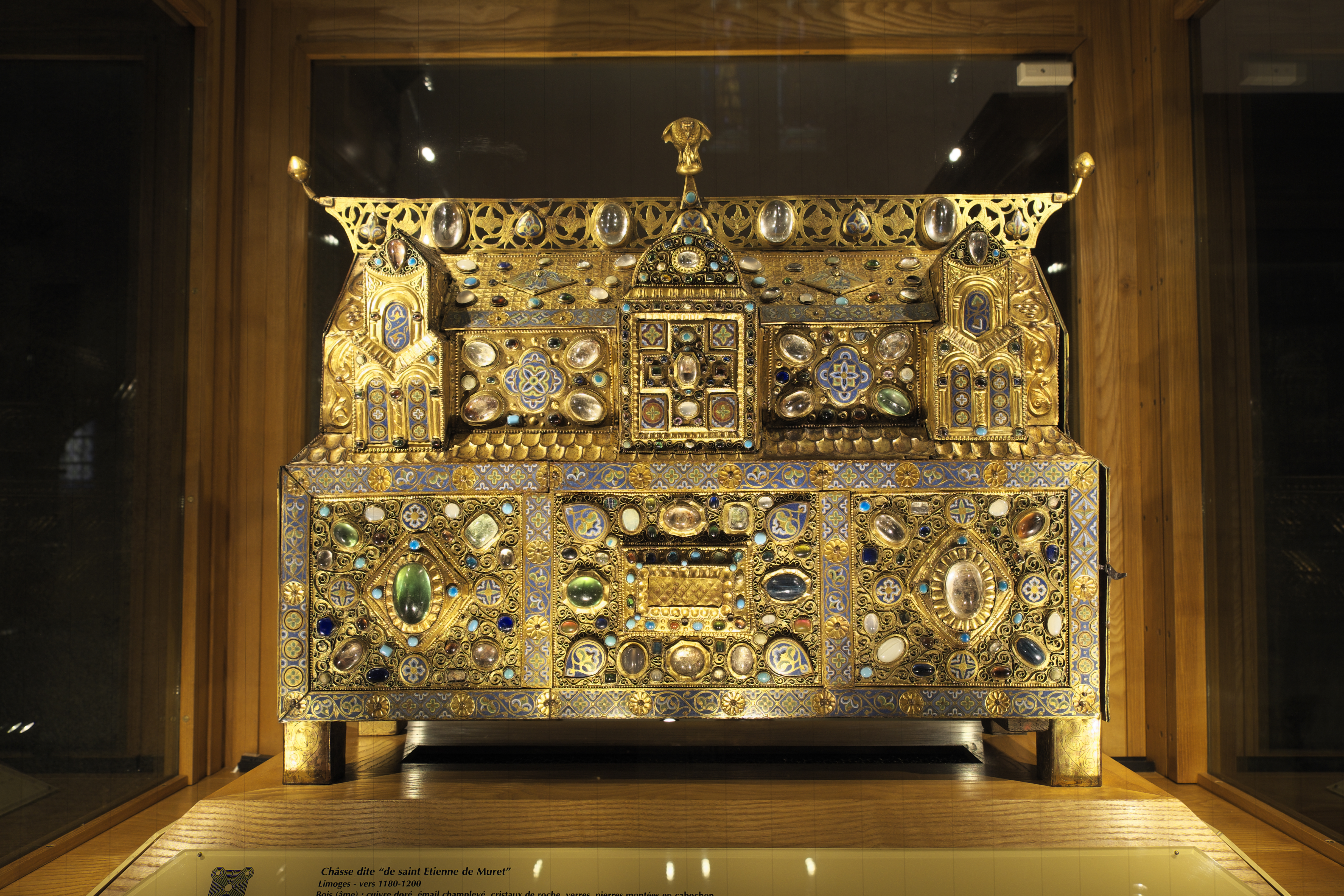
Châsse d'Ambazac

La châsse d'Ambazac, ou châsse de saint Étienne de Muret, exposée depuis 1790 dans l'église Saint-Antoine à Ambazac dans le département de la Haute-Vienne, en Limousin, est l'une des sept châsses reliquaires du trésor de l'ancienne abbaye de Grandmont.
Datée de la fin du XIIe siècle, elle fait partie des quelque sept cents châsses émaillées créées dans les ateliers limousins qui se sont conservées à ce jour. La châsse a été classée monument historique au titre objet en 1891.

## Histoire
La châsse a été créée entre 1180 et 1200, peut-être pour recevoir les reliques d'Étienne de Muret, le fondateur de l'ordre de Grandmont canonisé en 1189. La châsse est mentionnée pour la première fois dans des documents remontant à 1472. À l'origine, elle était placée avec six autres châsses sur un degré de l'autel majeur de l'abbaye de Grandmont qui avait été érigée après la mort du fondateur de l'ordre à Saint-Sylvestre à sept kilomètres d'Ambazac. 
L'ordre de Grandmont a été dissous en 1772.
Lors de la destruction de l'abbaye pendant la Révolution, on transféra la châsse en 1790 dans l'église d'Ambazac. Elle était la seule à avoir survécu aux destructions révolutionnaires.  
À cette époque, la châsse aurait contenu un tibia et une dalmatique de saint Étienne. Selon le site du Centre de la Culture du Limousin Médiéval, la châsse contient toujours un grand os de la jambe de saint Étienne de Muret, selon la Base Palissy, elle ne contient plus de reliques. La châsse a été restaurée en 1966 et en 1997, la majeure partie des cabochons a été remplacée au XIXe siècle.

## Description
La châsse a une hauteur de 63 cm, une largeur de 73,5 cm et une profondeur de 26 cm. Elle ressemble à un édifice à deux étages coiffé d'un toit en bâtière. La partie inférieure repose sur quatre pieds, la partie supérieure placée en retrait est coupée par trois transepts. Le faîtage est couronné d'une crête repercée de rinceaux et ornée de quatre gros cabochons, les extrémités sont pourvues de deux pommettes, un oiseau est posé au milieu. Le pignon gauche s'ouvre en entier par une porte articulée sur deux gonds.
Le corps en bois est habillé de plaquettes de cuivre repoussé et doré ainsi que d'émaux champlevés. Toutes les parties sont ornées de perles, de cabochons en cristal de roche, d'agates, d'améthystes et d'autres pierres semi-précieuses. 
La dalmatique classée monument historique au titre objet en 1891 est également exposée dans l'église. Comme la châsse, elle est protégée par une vitrine. La dalmatique, un tissu brodé, en soie et en lin, avec filés métalliques, est datée de la deuxième moitié du XIIIe siècle.

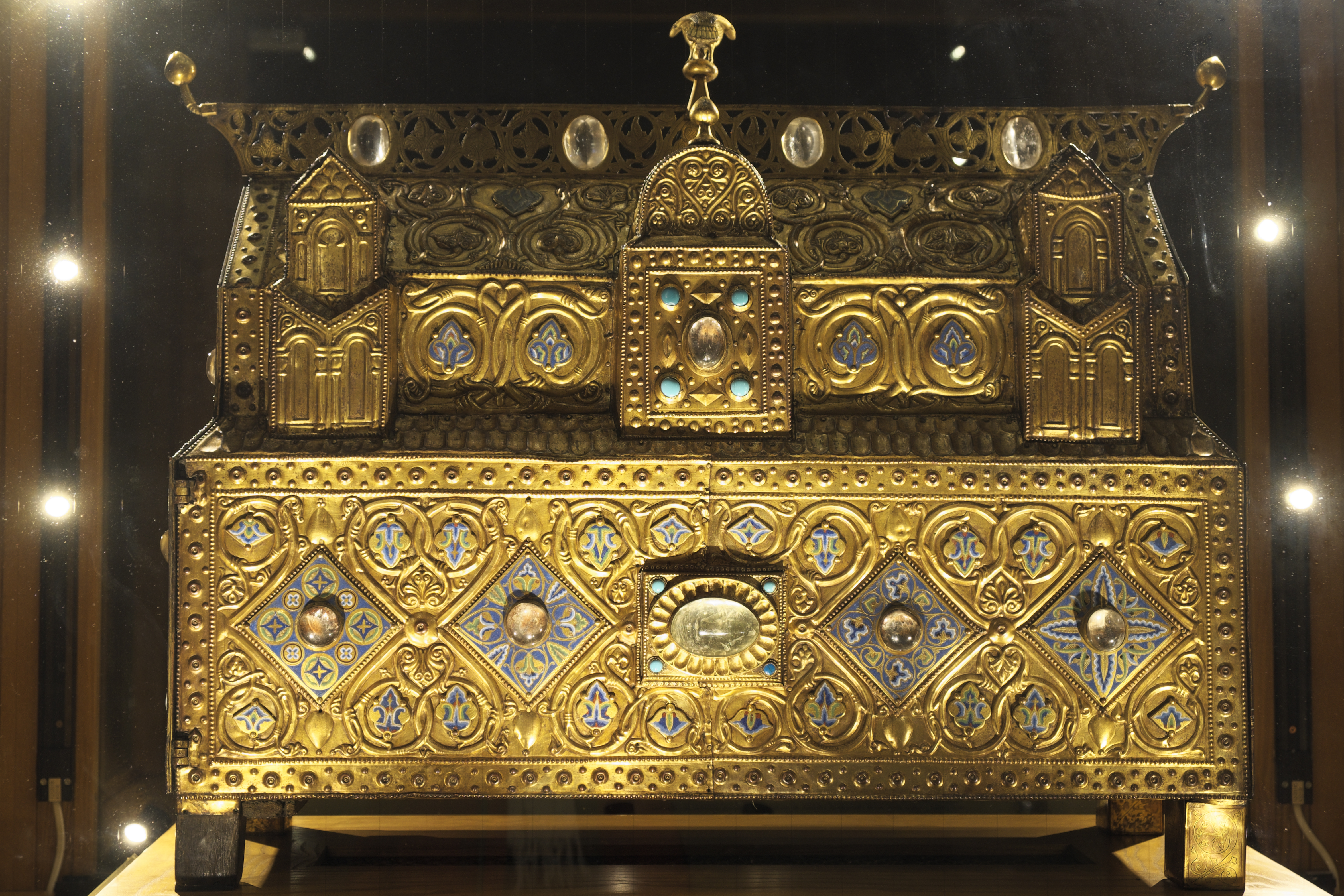
Revers
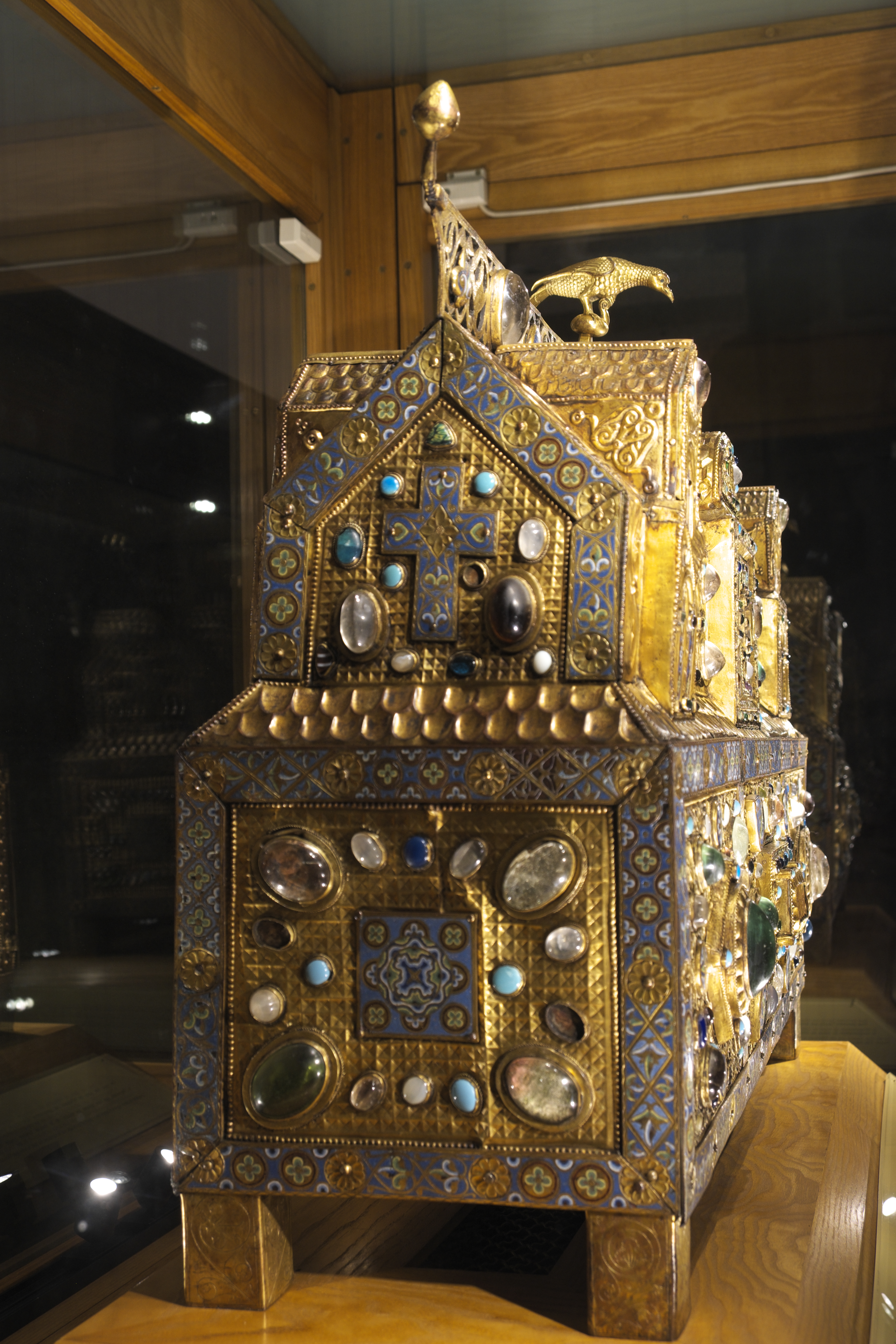
Face latérale
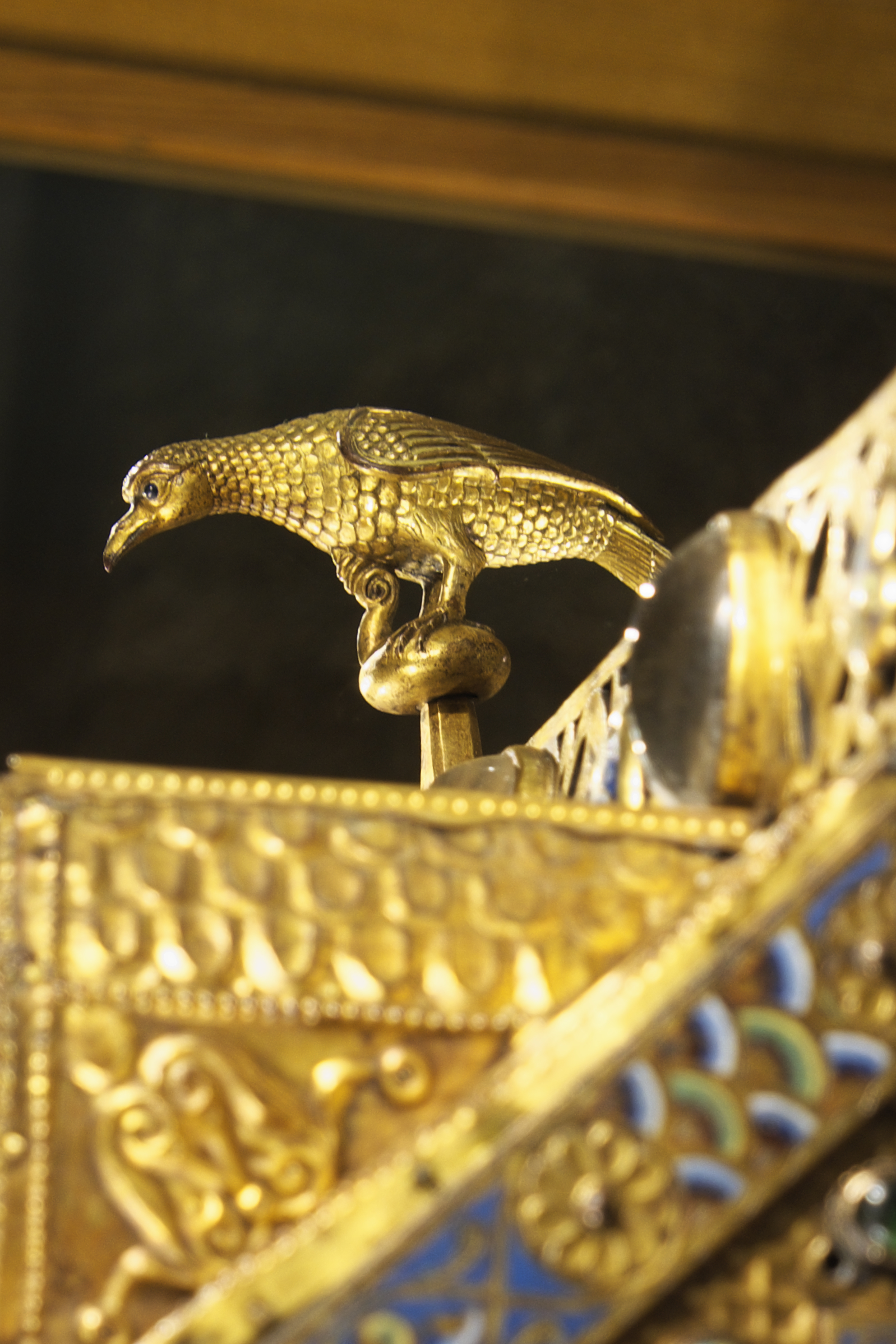
Oiseau
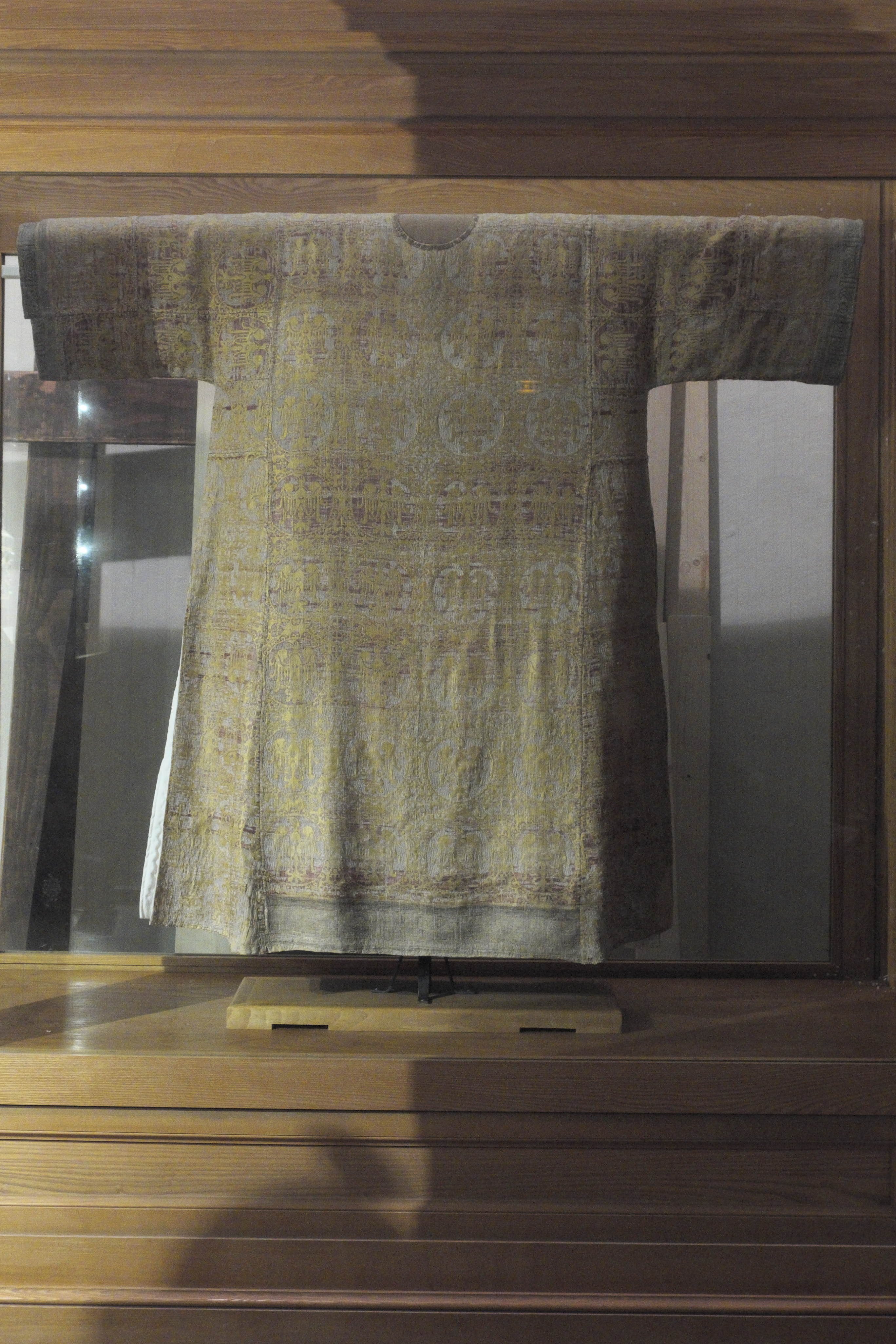
Dalmatique